# Sandra Mandir
Sandra Mandir, po mężu Popović (ur. 4 sierpnia 1977 w Zagrzebiu) – chorwacka koszykarka, występująca na pozycji rzucającej, reprezentantka kraju, uczestniczka Igrzysk Olimpijskich w Londynie, obecnie zawodniczka Plamen Požega.

## Osiągnięcia
Stan na 2 października 2017, na podstawie, o ile nie zaznaczono inaczej.
Drużynowe
- Mistrzyni:
  - Ligi Adriatyckiej (2006)
  - Węgier (2003)
  - Chorwacji (2007, 2009, 2011)
- Wicemistrzyni:
  - Ligi Adriatyckiej (2007, 2008, 2011)
  - Chorwacji (2006, 2008)
- Brąz Ligi Adriatyckiej (2009)
- Zdobywczyni pucharu:
  - Węgier (2003)
  - Chorwacji (2006, 2009, 2011)
- Finalistka pucharu Chorwacji (2007, 2008, 2012)

Indywidualne
- MVP:
  - Ligi Adriatyckiej (2006)
  - Final Four Ligi Adriatyckiej (2006)
- 8. miejsce w głosowaniu na najlepszą zawodniczkę Europy (2012)

Reprezentacja
- Mistrzyni igrzysk śródziemnomorskich (2001)
- Wicemistrzyni igrzysk śródziemnomorskich (2005)
- Uczestniczka:
  - igrzysk olimpijskich (2012 – 10. miejsce)
  - mistrzostw Europy (1999 – 8. miejsce, 2007 – 13. miejsce, 2011 – 5. miejsce)
- Zaliczona do I składu mistrzostw Europy (2011)